# Merlene Frazer
Merlene Frazer, född den 27 december 1973 i Trelawny, är en jamaicansk före detta friidrottare som tävlade i kortdistanslöpning.
Frazer blev 1992 bronsmedaljör vid junior-VM på både 100 meter och 200 meter. Som senior var hon i final vid inomhus-VM 1997 på 200 meter och slutade där som fyra. Vid utomhus-VM 1997 blev hon utslagen i semifinalen på 200 meter. Däremot blev hon silvermedaljör i stafett över 4 x 100 meter. 
Vid VM 1999 i Sevilla blev hon bronsmedaljör på 200 meter på tiden 22,26. Hon ingick även i stafettlaget som blev bronsmedaljörer. Vid Olympiska sommarspelen 2000 sprang hon i försöken men inte i finalen i det jamaicanska lag som blev silvermedaljörer på 4 x 100 meter. Hennes sista mästerskapsmedalj vann hon vid VM 2001 också den i stafett då hon var med i laget som blev bronsmedaljörer.

## Personliga rekord
- 100 meter - 11,20
- 200 meter - 22,18